# Jehuda Amital
Jehuda Amital (hebrejsky יהודה עמיטל‎, rodným jménem Jehuda Klein‎; * 31. října 1924 Oradea, Rumunské království – † 9. července 2010 Jeruzalém, Izrael) byl ortodoxní rabín, roš ješiva ješivy Ješivat Har Ecjon a bývalý člen izraelské vlády.
Amitalovi je připisován koncept hesder ješivy. Poté, co napsal esej o náboženských a morálních aspektech vojenské služby, vymyslel program, který by kombinoval vojenskou službu a studium Tóry.
V roce 1991 byla programu hesder ješiva udělena Izraelská cena za zvláštní přínos společnosti a Státu Izrael.

## Životopis
Jehuda Klein (později Amital) se narodil v rumunské Oradeji jako syn Jekuti'ela Ze'eva a Devory. Po čtyřech letech sekulárního základního vzdělání začal studovat náboženství u rabína Chajima Jehudy Leviho. Když Německo v roce 1944 obsadilo tuto oblast, poslali nacisté celou jeho rodinu do Osvětimi, kde byla zabita. Amital byl poslán do pracovního tábora, a tak holokaust přežil. V pracovním táboře zůstal osm měsíců a 4. října 1944 byl osvobozen sovětskou armádou. Po osvobození se dostal do Bukurešti, odkud odcestoval do Britského mandátu Palestina, kam dorazil 11. prosince 1944.
Po krátkém pobytu v internačním táboře Atlit se vydal do Jeruzaléma, kde studoval na Hebronské ješivě a získal smichu od rabína Isera Zalmana Melcera. Učil se také u rabína Ja'akova Moše Charlapa, žáka rabína Abrahama Isaaca Kooka. Přibližně v této době vstoupil do Hagany.
Po studiu v Hebronu se přestěhoval do Pardes Chany za účelem učit se v Klecské ješivě. Během studia v ješivě se oženil s Miriam, dcerou ros ješivy Cvi Jehudy Melcera a vnučkou rabína Isera Zalmana Melcera. Když se ješiva přestěhovala do Rechovotu, Amital se přestěhoval také, dokud se v 60. letech nepřestěhoval do Jeruzaléma.
Den po vyhlášení nezávislosti byla Amitalova jednotka mobilizováno do první arabsko-izraelské války. Zúčastnil se bojů o Latrun a západní Galileu. Po válce se Amital stal rabínským tajemníkem v bejt din v Rechovotu a o dva roky později se stal instruktorem v Ješivat ha-Darom, kde pomáhal formulovat myšlenku hesder ješivy.
Po šestidenní válce se stal zakladatelem ješivy Ješivat Har Ecjon, kterou vedl 40 let.
Amital zemřel 9. července 2010 (27. tamuz) a byl pohřben na hřbitově Har ha-Menuchot v Jeruzalémě. Jeho pohřbu se zúčastnily tisíce lidí.

## Politická kariéra
V roce 1988 založil Amital levicově orientované náboženské hnutí Mejmad a poté, co se hnutí stalo politickou stranou, byl zvolen jeho předsedou. Po atentátu na premiéra Jicchaka Rabina, který byl spáchán v listopadu 1995, působil jako ministr bez portfeje ve vládě Šimona Perese, přestože nebyl členem Knesetu.

## Učitelská kariéra
Po šestidenní válce založil Ješivat Har Ecjon, hesder ješivu v Guš Ecjon. V roce 1968 byla otevřena ješiva ve Kfar Ecjon se 30 studenty. Po dvou letech se instituce přestěhovala na své současné místo v Alon Švut. V roce 1971 Amital požádal Aharona Lichtensteina, aby se k němu přidal jako roš ješiva.
Ve věku 80 let požádal Amital vedení Ješivatu Har Ecjon, aby vybralo jeho nástupce. Ješiva vybrala rabíny Ja'akova Medana a Barucha Gigiho. Dne 4. ledna 2006 byli Medan a Gigi oficiálně uvedeni do funkce roš ješivů spolu s Amitalem a Aharonem Lichtensteinem.
Dne 25. září 2008 Amital oficiálně oznámil svůj odchod do důchodu, který měl nastat posledním dnem židovského měsíce tišri roku 5769 (28. října 2008). Zároveň oznámil, že Moše Lichtenstein, syn Aharona Lichtensteina, nastoupí téhož dne na místo čtvrtého roš ješivy.
Amital byl v Izraeli i nadále významnou veřejnou osobností, která měla široký vliv na otázky náboženského a národního zájmu. Jeho studenti a žáci jsou předními osobnostmi v mnoha oblastech života. Vypracoval filozofii výchovy, která spojuje hlubokou věrnost tradici a etickou odpovědnost vůči celé společnosti se snahou o morální a duchovní rozkvět každého jednotlivce.

## Publikovaná díla
- Jewish Values in a Changing World. [s.l.]: [s.n.] ISBN 0-88125-881-4.
- Commitment and Complexity: Jewish Wisdom in an Age of Upheaval. [s.l.]: [s.n.] ISBN 1-60280-030-8.
- When God is Near: On the High Holidays. [s.l.]: [s.n.] ISBN 9781592644377.
- A World Built, Destroyed and Rebuilt, Rabbi Yehudah Amital's Confrontation with the Memory of the Holocaust. [s.l.]: [s.n.] ISBN 0-88125-864-4.
- By Faith Alone: The Story of Rabbi Yehuda Amital. [s.l.]: [s.n.] ISBN 1-59264-192-X.